# Давид Ієронім Ґриндель
Давид Ієронім Ґриндель (латис. Dāvids Hieronīms Grindelis) (1776-1836) латвійський ботанік (бріолог).
Від 1804 до 1814 був професором хімії і фармації в Цісарському університеті в Дерпті. Від 1810 до 1812 Ґриндель був ректором цього університету.
На честь ботаніка названий рід рослин ґринделія. 